# Maduka Okoye
Maduka Okoye (Düsseldorf, 28 agosto 1999) è un calciatore tedesco naturalizzato nigeriano, portiere dell'Udinese e della nazionale nigeriana.

## Biografia
È nato a Düsseldorf, in Germania, da padre nigeriano e madre tedesca.
Nel settembre del 2024, ha recitato nel docufilm Seydou – Il sogno non ha colore, prodotto da Wonder Project e Rai Cinema in collaborazione con la Lega Serie A.

## Caratteristiche tecniche
Di ruolo portiere, dispone di ottima tecnica e grande fisicità.

## Carriera

### Club

#### Gli inizi
Cresciuto nel settore giovanile del Fortuna Düsseldorf, dal 2017 al 2020 ha militato nella seconda squadra impegnata in Fußball-Regionalliga. Acquistato dallo Sparta Rotterdam, il 28 ottobre ha debuttato fra i professionisti giocando l'incontro di KNVB beker perso ai rigori contro l'ADO Den Haag.

#### Watford e Udinese
L'8 novembre 2021 viene annunciato il suo acquisto da parte del Watford con cui gioca a partire dalla stagione 2022-2023, rimanendo in prestito ai biancorossi fino al termine della stagione. Con il club di seconda divisione inglese gioca però solo due partite nelle coppe.
Il 24 agosto 2023 viene acquistato a titolo definitivo dall'Udinese, con cui sottoscrive un contratto fino al 30 giugno 2027. Esordisce con la squadra friulana nella sconfitta casalinga per 1-2 inflittagli dal Cagliari, in occasione del secondo turno di Coppa Italia. Il 30 dicembre seguente fa il suo esordio in massima serie, disputando da titolare la gara vinta 3-0 contro il Bologna. Inizialmente riserva di Marco Silvestri, da lì in poi diviene il portiere titolare dei bianconeri. Complessivamente mette insieme 22 presenze con 27 gol subiti tra campionato e Coppa Italia.
Inizia da titolare la stagione 2024-2025. A gennaio viene tuttavia indagato per calcioscommesse, anche a seguito di un episodio commesso l’11 marzo precedente durante una partita contro la Lazio, nella quale si sarebbe fatto ammonire di proposito per perdita di tempo. A causa dell’episodio, viene messo fuori rosa. Attualmente sta scontando una squalifica di 2 mesi per calcioscommesse.

### Nazionale
Il 13 ottobre 2019 ha debuttato con la nazionale nigeriana giocando l'amichevole pareggiata 1-1 contro il Brasile. A partire dal 2020 diventa titolare della selezione nigeriana, venendo convocato per la Coppa d'Africa 2021. Nel torneo i nigeriani vengono eliminati agli ottavi dalla Tunisia, che ha vinto 1-0 grazie a un errore di Okoye.
Dopo quell'errore ha perso il posto da titolare, venendo chiamato poche volte e finendo con l'essere escluso dalla lista dei convocati per la Coppa d'Africa 2023.
Torna a giocare con la nazionale il 18 novembre 2024, giorno in cui è sceso in campo nella sfida persa in casa contro la Ruanda.

## Statistiche

### Presenze e reti nei club
Statistiche aggiornate all'11 aprile 2025.
| Stagione                     | Squadra                      | Campionato                   | Campionato | Campionato | Coppe nazionali | Coppe nazionali | Coppe nazionali | Coppe continentali | Coppe continentali | Coppe continentali | Altre coppe | Altre coppe | Altre coppe | Totale | Totale |
| Stagione                     | Squadra                      | Comp                         | Pres       | Reti       | Comp            | Pres            | Reti            | Comp               | Pres               | Reti               | Comp        | Pres        | Reti        | Pres   | Reti   |
| ---------------------------- | ---------------------------- | ---------------------------- | ---------- | ---------- | --------------- | --------------- | --------------- | ------------------ | ------------------ | ------------------ | ----------- | ----------- | ----------- | ------ | ------ |
| 2017-2018                    | F. Düsseldorf II             | RL                           | 5          | -1         | -               | -               | -               | -                  | -                  | -                  | -           | -           | -           | 5      | -1     |
| 2018-2019                    | F. Düsseldorf II             | RL                           | 15         | -25        | -               | -               | -               | -                  | -                  | -                  | -           | -           | -           | 15     | -25    |
| 2019-2020                    | F. Düsseldorf II             | RL                           | 14         | -26        | -               | -               | -               | -                  | -                  | -                  | -           | -           | -           | 14     | -26    |
| Totale Fortuna Düsseldorf II | Totale Fortuna Düsseldorf II | Totale Fortuna Düsseldorf II | 34         | -52        |                 | -               | -               |                    | -                  | -                  |             | -           | -           | 34     | -52    |
| 2020-2021                    | Jong Sparta                  | DD                           | 2          | -4         | -               | -               | -               | -                  | -                  | -                  | -           | -           | -           | 2      | -4     |
| 2020-2021                    | Sparta Rotterdam             | ED                           | 28+1       | -35 + -2   | CO              | 1               | -1              | UECL               | 1                  | -2                 | -           | -           | -           | 31     | -40    |
| 2021-2022                    | Sparta Rotterdam             | ED                           | 30         | -40        | CO              | 1               | 0               | -                  | -                  | -                  | -           | -           | -           | 31     | -40    |
| Totale Sparta Rotterdam      | Totale Sparta Rotterdam      | Totale Sparta Rotterdam      | 58+1       | -75 + -2   |                 | 2               | -1              |                    | -                  | -                  |             | -           | -           | 62     | -80    |
| 2022-2023                    | Watford                      | FLC                          | 0          | 0          | FACup+CdL       | 1+1             | -2 + -2         | -                  | -                  | -                  | -           | -           | -           | 2      | -4     |
| 2023-2024                    | Udinese                      | A                            | 21         | -25        | CI              | 1               | -2              | -                  | -                  | -                  | -           | -           | -           | 22     | -27    |
| 2024-2025                    | Udinese                      | A                            | 19         | -30        | CI              | 1               | 0               | -                  | -                  | -                  | -           | -           | -           | 20     | -30    |
| Totale Udinese               | Totale Udinese               | Totale Udinese               | 40         | -55        |                 | 2               | -2              |                    | -                  | -                  |             | -           | -           | 42     | -57    |
| Totale carriera              | Totale carriera              | Totale carriera              | 134+1      | -186 + -2  |                 | 6               | -7              |                    | 1                  | -2                 |             | -           | -           | 142    | -196   |

### Cronologia presenze e reti in nazionale
| Cronologia completa delle presenze e delle reti in nazionale ― Nigeria | Cronologia completa delle presenze e delle reti in nazionale ― Nigeria | Cronologia completa delle presenze e delle reti in nazionale ― Nigeria | Cronologia completa delle presenze e delle reti in nazionale ― Nigeria | Cronologia completa delle presenze e delle reti in nazionale ― Nigeria | Cronologia completa delle presenze e delle reti in nazionale ― Nigeria | Cronologia completa delle presenze e delle reti in nazionale ― Nigeria | Cronologia completa delle presenze e delle reti in nazionale ― Nigeria |
| Data                                                                   | Città                                                                  | In casa                                                                | Risultato                                                              | Ospiti                                                                 | Competizione                                                           | Reti                                                                   | Note                                                                   |
| ---------------------------------------------------------------------- | ---------------------------------------------------------------------- | ---------------------------------------------------------------------- | ---------------------------------------------------------------------- | ---------------------------------------------------------------------- | ---------------------------------------------------------------------- | ---------------------------------------------------------------------- | ---------------------------------------------------------------------- |
| 13-10-2019                                                             | Singapore                                                              | Brasile                                                                | 1 – 1                                                                  | Nigeria                                                                | Amichevole                                                             | -                                                                      | 63’                                                                    |
| 9-10-2020                                                              | Klagenfurt                                                             | Nigeria                                                                | 0 – 1                                                                  | Algeria                                                                | Amichevole                                                             | -1                                                                     |                                                                        |
| 13-10-2020                                                             | Abuja                                                                  | Nigeria                                                                | 1 – 1                                                                  | Tunisia                                                                | Amichevole                                                             | -1                                                                     |                                                                        |
| 13-11-2020                                                             | Benin City                                                             | Nigeria                                                                | 4 – 4                                                                  | Sierra Leone                                                           | Qual. Coppa d'Africa 2021                                              | -4                                                                     |                                                                        |
| 17-11-2020                                                             | Freetown                                                               | Sierra Leone                                                           | 0 – 0                                                                  | Nigeria                                                                | Qual. Coppa d'Africa 2021                                              | -                                                                      |                                                                        |
| 27-3-2021                                                              | Cotonou                                                                | Benin                                                                  | 0 – 1                                                                  | Nigeria                                                                | Qual. Coppa d'Africa 2021                                              | -                                                                      |                                                                        |
| 4-6-2021                                                               | Wiener Neustadt                                                        | Nigeria                                                                | 0 – 1                                                                  | Camerun                                                                | Amichevole                                                             | -1                                                                     |                                                                        |
| 8-6-2021                                                               | Wiener Neustadt                                                        | Camerun                                                                | 0 – 0                                                                  | Nigeria                                                                | Amichevole                                                             | -                                                                      |                                                                        |
| 3-9-2021                                                               | Lagos                                                                  | Nigeria                                                                | 2 – 0                                                                  | Liberia                                                                | Qual. Mondiali 2022                                                    | -                                                                      |                                                                        |
| 7-9-2021                                                               | Mindelo                                                                | Capo Verde                                                             | 1 – 2                                                                  | Nigeria                                                                | Qual. Mondiali 2022                                                    | -1                                                                     | 86’                                                                    |
| 10-10-2021                                                             | Bangui                                                                 | Rep. Centrafricana                                                     | 0 – 2                                                                  | Nigeria                                                                | Qual. Mondiali 2022                                                    | -                                                                      |                                                                        |
| 13-11-2021                                                             | Monrovia                                                               | Liberia                                                                | 0 – 2                                                                  | Nigeria                                                                | Qual. Mondiali 2022                                                    | -                                                                      |                                                                        |
| 16-11-2021                                                             | Lagos                                                                  | Nigeria                                                                | 1 – 1                                                                  | Capo Verde                                                             | Qual. Mondiali 2022                                                    | -1                                                                     |                                                                        |
| 11-1-2022                                                              | Garoua                                                                 | Nigeria                                                                | 1 – 0                                                                  | Egitto                                                                 | Coppa d'Africa 2021 - 1º turno                                         | -                                                                      |                                                                        |
| 15-1-2022                                                              | Garoua                                                                 | Nigeria                                                                | 3 – 1                                                                  | Sudan                                                                  | Coppa d'Africa 2021 - 1º turno                                         | -1                                                                     |                                                                        |
| 23-1-2022                                                              | Garoua                                                                 | Nigeria                                                                | 0 – 1                                                                  | Tunisia                                                                | Coppa d'Africa 2021 - Ottavi di finale                                 | -1                                                                     |                                                                        |
| 18-11-2024                                                             | Uyo                                                                    | Nigeria                                                                | 1 – 2                                                                  | Ruanda                                                                 | Qual. Coppa d'Africa 2025                                              | -2                                                                     |                                                                        |
| 6-6-2025                                                               | Mosca                                                                  | Russia                                                                 | 1 – 1                                                                  | Nigeria                                                                | Amichevole                                                             | -1                                                                     |                                                                        |
| Totale                                                                 |                                                                        | Presenze                                                               | 18                                                                     |                                                                        | Reti                                                                   | -14                                                                    |                                                                        |